# Col·lecció de pragmàtiques del Fons Carandell
La Biblioteca Econòmica Carandell, també coneguda com a Fons Carandell, va a passar a formar part de les col·leccions especials de la Universitat Autònoma de Barcelona, l'any 1981. La seva localització física és la Biblioteca de Ciències Socials.

Es tracta d'un fons bibliogràfic especialitat en economia i pensament econòmic, sociologia i dret, dels segles XVI al XX. Aquest fons va ser creat per Joan Carandell i Marimón (1901-1988), economista, advocat, escriptor i bibliòfil vocacional, pare dels escriptors Lluís i Josep Maria Carandell. 

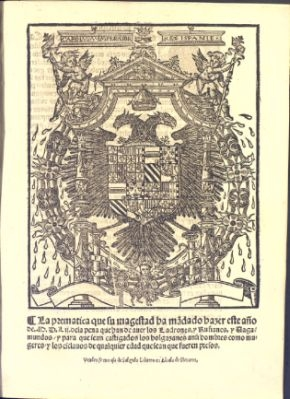
Pragmàtica que sa Majestat ha ordenat fer aquest any 1552 de la pena que han de complir els lladres i rufians i captaires... (Carles V,1552)

## Documents legals del Fons Carandell
Aquesta col·lecció forma part del fons d'Antiquària de la Biblioteca Econòmica Carandell. La Col·lecció de Pragmàtiques i altres Documents del Fons Carandell abasta des del Segle XVI fins al s. XIX. No obstant això, a partir del s. XVIII ja no apareixen pragmàtiques sinó Real Orden, Circular, Real Ordenanza, Real Acuerdo, Real Provisión ... etc.
Dels aproximadament 1.200 documents que conformen la col·lecció, 110 són Pragmàtiques, 325 són Cèdules Reials i la resta són altres tipus de documents de caràcter normatiu, com ara Ordres Reials, Ordenances, i Reials Decrets. També conté documentació diversa amb diferents tipologies d'escrits, com per exemple, Cartes, Comunicats, Butlles pontifícies, Formularis, etc.
Actualment la major part d'aquest fons ha estat digitalitzat, amb l'objectiu, entre d'altres, d'assegurar l'accés a llarg termini i garantir la seva preservació. Es poden consultar a text complet al DDD de la UAB.

## Relació de Monarques dins la Col·lecció

### Carles V del Sacre Imperi Romanogermànic
- Anys de regnat: 1516-1556
- Nombre de documents: 3
- Anys d'edició: 1539-1544
- Temàtica: índex de lleis, preu del pa, procediment penal.

### Felip II de Castella
- Anys de regnat: 1527-1598
- Nombre de documents: 4
- Anys d'edició: 1575-1898
- Temàtica: Noblesa a Catalunya, preus de la collita del 1598 (les feneques de la civada), normativa sobre Impostos, rendes públiques.

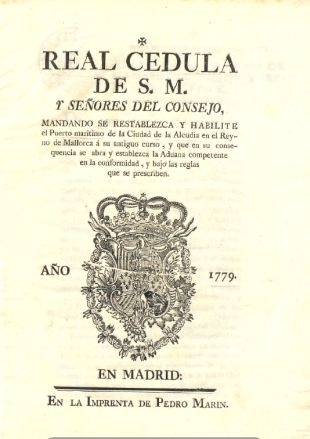
Reial Cèdula de S. M. i Senyors del Consell, ordenant que es restableixi i habiliti el Port marítim de la ciutat de l'Alcudia en el Regne de Mallorca (Carles III, 1779)

### Felip III de Castella
- Anys de regnat: 1578-1621
- Nombre de documents: 24
- Anys d'edició: 1600-1616
- Temàtica: càrrecs públics, carruatges i mules de sella, cavallers i cavalleria, indumentària, lleis sumptuàries, matança de vedelles i xais, oficis, moneda, rendes públiques i dret financer, salaris dels servents.

### Felip IV de Castella
- Anys de regnat: 1621-1660
- Nombre de documents: 46
- Anys d'edició: 1623-1663
- Temàtica: armes, bescanvi de monedes d'or i plata, comerç i Consolats, frau, moneda de billó i morabatí, prerrogatives reials, restriccions de comerç.

### Carles II de Castella
- Anys de regnat: 1661-1700
- Nombre de documents: 14
- Anys d'edició: 1669-1699
- Temàtica: indumentària, lleis sumptuàries, moneda (rals de plata, preu dels cereals, ramaderia, reclutament i allistament,).

### Maria Anna d'Àustria (muller de Felip IV)
- Anys de regnat: 1665-1675 (Regent)
- Nombre de documents: 2
- Anys d'edició: 1669-1674
- Temàtica: impostos a Toledo. reformes quantitatives en lacais i cotxes i prohibició del consum de les mercaderies de França, vida social i costums.

### Felip V d'Espanya
- Anys de regnat: 1700-1746
- Nombre de documents: 31
- Anys d'edició: 1700-1745
- Temàtica: impostos, llauradors, lleis sumptuàries, indumentària, mines, metalls, mercuri, preu del pa, ramaderia

### Ferran VI d'Espanya
- Anys de regnat: 1746-1759
- Nombre de documents: 12
- Anys d'edició: 1747-1758
- Temàtica: finances públiques, gremis i indústria i comerç del ferro, impostos, pagesos i dret agrari, préstecs i dació en pagament, ramaderia.

### Carles III d'Espanya
- Anys de regnat: 1716-1788
- Nombre de documents: 305
- Anys d'edició: 1760-1788
- Temàtica: animals de treball, beneficència i parròquies, béns immobles, captaires, cereals, detenció de persones, indústria i comerç del lli, indústria i comerç de l'oli d'oliva, indústria minera, indústria pesquera, jesuïtes, jocs d'atzar i loteries, nomenclatura de les monedes, permís per matrimoni, ports i duanes, prohibició de fer curses de braus, teixits i tèxtils (llana, seda, telars, torns), oficis, seguretat ciutadana (... con que se ha de proceder contra los que causen bullicios ò commociones populares)...

### Carles IV d'Espanya
- Anys de regnat: 1788-1808
- Nombre de documents: 395
- Anys d'edició: 1788-1807
- Temàtica: agricultors, controls dels francesos vinguts a Espanya, delmes, dret penal, indumentària del personal del servei (traginers, lliurees, servei domèstic), epidèmies i salut pública, indústria i comerç del lli, de les joies, jurisprudència administrativa, minaires, monopolis estatals, privilegis i immunitats, vaixells, militars, obres públiques, tresoreria.

### Ferran VII d'Espanya
- Anys de regnat: 1783-1833
- Nombre de documents: 
  - de 1814 a 1833: 147
  - de 1807 a 1810: 6
- Temàtica: Carruatges, cotxes, drets de propietat, escoles, hisenda, joies de plata i or a les esglésies, etc.

### Josep Bonaparte
- Anys de regnat: 1808-1813
- Nombre de documents: 2
- Temàtica: Moneda, funcionaris i pensions a la vellesa

### Isabel II d'Espanya
- Anys de regnat: 1833-1868
- Nombre de documents: 13
- Temàtica: administració municipal, delmes, despeses públiques, estadística, impostos, seguretat ciutadana, etc.